# Oscar Brandão
Oscar Brandão Guimarães (Rio de Janeiro, 24 de maio de 1985) é um voleibolista brasileiro que atua no vôlei de praia e disputou três edições de mundiais nas categorias de base, além disso possui quatro medalhas no Circuito Sul-Americano na temporada 2010-11, sendo três de ouro obtidas nas etapas: Colômbia, Brasil e Equador e uma medalha de bronze no Paraguai, e na temporada 2012-13 possui quatro medalhas pelo Circuito Continental de Vôlei de Praia no ano de 2013, duas delas são de ouro, sendo uma conquistada no Brasil e a outra na Colômbia, as outras são duas medalhas de bronze, estas obtidas na Bolívia e no Paraguai Obteve outros resultados importantes na sua carreira no circuito nacional e italiano.

## Carreira
Iniciou a praticar voleibol no ano de 1997, na equipe mirim do Fluminense, incentivado por seu pai Julio, que era voleibolista na equipe da Telerj e na rede do Posto 5, em Copacabana. No ano de 2002 formou dupla com Silva para disputar o Campeonato Mundial de Vôlei de Praia Sub-18 em Xylokastro quando terminaram na nona colocação.
Disputou o Campeonato Mundial de Vôlei de Praia Sub-21 de 2004 realizado em Portugal formando dupla com Borges; neste mesmo ano foi medalha de bronze no Campeonato Brasileiro de Vôlei de Praia Sub-21 de 2004.Sagrou-se bicampeão carioca nas categorias sub-18 e sub-21, além do título Brasileiro nesta última categoria, conquistado em 2005 ao lado de Xandy e conseguiram um honroso quinto lugar e na edição do ano de 2005 desta competição, cuja sede foi no Rio de Janeiro, jogou ao lado de Xandy não melhorou seu último resultado, terminando apenas na nona colocação.Ainda 2005 foi ouro no Campeonato Europeu de Vôlei de Praia Sub-21 e conquistou o título do Campeonato Brasileiro de Vôlei de Praia Sub-21.
Oscar mesmo apaixonado pelo vôlei parou de jogar durante dois anos para trabalhar em uma lanchonete, motivado pela baixa estatura, pois aos 13 anos de idade possuía 1,72m de estatura Foi em 2007 que resolveu retomar a carreira de voleibolista, optando pelo vôlei de praia.Na temporada de 2007 sagrou-se campeão da etapa de Cagliari do Circuito Italiano de Vôlei de Praia.Em 2009 pelo Circuito Estadual Banco do Brasil foi vencedor das etapas do Espírito Santo e de Goiás.
Na temporada 2009 foi terceiro Lugar da Etapa de Mato Grosso do Sul do Circuito Estadual Banco do Brasil. Mesmo resultado obtido na Etapa de São Paulo do Circuito Estadual Banco do Brasil.Em 2011 disputou o Aberto de Brasília pelo Circuito Mundial de Vôlei de Praia, quando formou dupla com Pitta, mas não pontuaram nesta etapa.No Circuito Sul-Americano de 2011 foi três vezes medalhista de ouro, tais medalhas deram-se nas etapas: Colômbia, Brasil e Equador,a lém de uma medalha de bronze obtida na etapa do Paraguai. Foi eleito em 2011 o Melhor Levantador do Circuito Banco do Brasil .
Na temporada 2012 foi campeão da Etapa de Mato Grosso do Sul, Santa Catarina e o bronze na Etapa da Paraíba do Circuito Estadual Banco do Brasil.Pelo Circuito Banco do Brasil Nacional foi vice-campeão da Etapa do Rio de Janeiro 2012/2013, campeão da Etapa de Campinas neste mesmo período, bronze na Etapa do Rio de Janeiro 2012/2013.Em 2013 foi ouro na Etapa de Sinop do Circuito Banco do Brasil Challenge
Representou a seleção brasileira de vôlei de praia no Circuito Sul-Americano de Vôlei de Praia de 2013, obtendo quatro importantes medalhas, sendo duas medalhas de bronze ao lado de Edson Filipe um no Paraguai e a outra na Bolívia e duas conquistas douradas, ambas jogando com Thiago e conquistadas na Colômbia e no Brasil contribuindo para o título do Brasil conquistado após vitória deles no Ceará.
Jogou com Guto em 2008 e 2009, com Lipe, em 2010, e Evandro, em 2011, antes de formar dupla com Edson Filipe. Depois com  Luciano disputou a etapa de Goiânia do Circuito Brasileiro de Vôlei de Praia Open de 2012-13 terminando na décima terceira posição, a nona na etapa de Belo Horizonte e Moisés. 
Formando dupla com Thiago pelo Circuito Mundial de Vôlei de Praia 2013, disputou o Aberto de Anapa encerrando na quinta posição, não foram bem no Grand Slam de São Paulo terminando apenas na décima sétima colocação e disputaram o Aberto de Durban,o último do Circuito, com um melhor desempenho ficaram na quinta posição.Oscar sempre que entra na quadra de areia, coloca a mão na linha e faz o Sinal da Cruz e tem como ídolo no esporte o campeão olímpico Emanuel Rego
E novamente atuou ao lado de Luciano Ferreira para temporada 2018-19 do Circuito Brasileiro de Vôlei de Praia Open, terminando na nona posição na etapa de Palmas e disputando a qualificatório juntos classificaram para o tonrio principal da etapa de Vila Velha.

## Títulos e resultados
- 2002- 9º Lugar do Campeonato Mundial de Vôlei de Praia Sub-18 (Xylokastro), [1]
- 2004-3º Lugar do Campeonato Brasileiro de Vôlei de Praia Sub-21[3]
- 2004- 5º Lugar do Campeonato Mundial de Vôlei de Praia Sub-21 (Porto Santo), [1]
- 2004- Campeão Carioca de Vôlei de Praia Sub-18[3]
- 2004- Campeão Carioca de Vôlei de Praia Sub-21[3]
- 2005- Campeão Carioca de Vôlei de Praia Sub-18[3]
- 2005- Campeão Carioca de Vôlei de Praia Sub-21[3]
- 2005- 9º Lugar do Campeonato Mundial de Vôlei de Praia Sub-21 (Rio de Janeiro), [1]
- 2005- Campeão do Campeonato Europeu de Vôlei de Praia Sub-21[2]
- 2005- Campeão do Campeonato Brasileiro de Vôlei de Praia Sub-21[2]
- 2007- Campeão da Etapa de Cagliari do Circuito Italiano de Vôlei de Praia[2]
- 2009- Campeão da Etapa do Espírito Santo do Circuito Estadual Banco do Brasil[2]
- 2009- Campeão da Etapa de Goiás do Circuito Estadual Banco do Brasil [2]
- 2009- 3º Lugar da Etapa de Mato Grosso do Sul do Circuito Estadual Banco do Brasil [3]
- 2009- 3º Lugar da Etapa de São Paulo do Circuito Estadual Banco do Brasil[3]
- 2011- Melhor Levantador do Circuito Banco do Brasil[3].
- 2012- Campeão da Etapa de Mato Grosso do Sul do Circuito Estadual Banco do Brasil[3]
- 2012- Campeão da Etapa de Santa Catarina do Circuito Estadual Banco do Brasil[3]
- 2012- 3º Lugar da Etapa da Paraíba do Circuito Estadual Banco do Brasil[3]
- 2012/2013-Vice-campeão da Etapa do Rio de Janeiro do Circuito Banco do Brasil Nacional[3]
- 2012-13- Campeão da Etapa de Campinas do Circuito Banco do Brasil Nacional[3]
- 2012-13- 3º Lugar da Etapa do Rio de Janeiro do Circuito Banco do Brasil Nacional[3]
- 2013- Campeão da Etapa de Sinop do Circuito Banco do Brasil Challenge[3]
- 2013- 5º Lugar no Aberto de Anapa (Anapa, )[1]
- 2013- 17º Lugar no Grande Slam de São Paulo (São Paulo, )[1]
- 2013-5º Lugar no Aberto de Durban	(Durban, )[1]

## Premiações individuais
- Melhor Levantador do Circuito Brasileiro Banco do Brasil de 2011[3]